# روبي ريوت
دوري إليزابيث برانج (بالإنجليزية: Ruby Riott)‏ (ولدت يناير 9، 1991) هي مصارعة محترفة أمريكية حاليا موقعة عقد مع دبليو دبليو اي، وتصارع في عرض راو تحت اسم روبي ريوت وهي قائدة فريق ذا ريوت سكواد.
تحت اسم هايدي لوفلايس، لقد عملت في عروض كشيمر ويمن اثليتس، شاين راسلنج، اهايو فالي راسلنج (أو في دبليو)، أي دبليو ايه ووورلد وندر رينج ستاردوم.
مسيرتها في المصارعة المحترفة
الدائرة المستقلة (2010-2016)
في 2010، برانج بدأت التدريب مع بلي روك في مدرسته «مدرسة روك.» لوفلايس بدئت المصارعة لدى جيه سي دبليو في عرض أرينا تشكس آت ذا جاذرينغ!، حيث تغلبت على سي جيه لاين. لوفلايس لاحقا شكلت فريق مع ديسمبر وواجهوا بينك فلاش كيرا وسويت تشيري، لكن خسروا المباراة.
اوهايو فالي راسلنغ (2012-2013)
على مايو 16، 2012، برانج حصلت على مباراة تجربة اداء لدى اهايو فالي راسلنغ ضد تايلر هندركس، لكن فشلت في الفوز. برانج صارعت لأول مرة في الاتحاد تحت اسم هايدي لوفلايس على مايو 21 في الحلقة 666 لأو فيه دبليو، حيث خسرت ضد سي جيه لاين. على يونيو 6 في الحلقة ال668 لأو فيه دبليو، لوفلايس خسرت مباراة ظالمة ضد إبيفاني. ظهرت لوفلايس لأول مرة على التلفاز على يونيو 27 في الحلقة ال671 لأو فيه دبليو، حيث قاتلت في مباراة رباعية، فازت بها هندريكس. على يونيو 27 في الحلقة ال673، لوفلايس خسرت في مباراة ضالمة ضد جيسي بيل سموثرز.
في الأول من سبتمبر، فازت لوفليس على هندريكس في مباراة عدم أهلية، حيث فازت في مباراة بطولة ضدها. هزمت لوفليس هيندركس لبطولة النساء في أو في دبليو في 15 سبتمبر خلال حدث مباشر في إليزابيثتاون، كنتاكي. بعد الفوز ببطولة السيدات، حققت لوفليس انتصارات على العديد من النساء: جيسي بيل سموثيز في 19 سبتمبر في حلقة 683، إبيفاني في سيبتمبر 26 في حلقة 684، وسكارليت بورديس في أكتوبر 3 في حلقة 685 لكن خسرت في أكتوبر 6 في «ليلة السبت الخاصة» ضد جوسيت بنم في مباراة ليست للبطولة. مما يعني أن بنم سوف تتلقى مباراة بطولة في المستقبل. في 3 نوفمبر في عرض «ليلة السبت الخاصة» الخاصة بـOVW ، دافعت لوفلاس عن بطولتها أمام جوزيت بنم وتيلر هيندريكس في مباراة ثلاثية، بعد أن ثبتت هندريكس. في 14 نوفمبر في حلقة 691، خسرت لوفلايس بطولة السيدات إلى تارين تيريل بعد أن كلفها الحارس الخاص تايلر هيندريكس المباراة. في 8 ديسمبر في حلقة OVW، خسرت هايدي أمام جيسي بيل سميثرز في مباراة منافسة رقم واحد. منذ يناير 2013، كانت تيلر هندركس تتلقى الهدايا من المعجب السري الذي اعتقدت أنه إما ديلان بوستيك أو ريان هوه. انتهى اختتام هذه القصة في حلقة 27 أبريل من OVW عندما أعلنت هايدي أنها كانت ترسل الهدايا إلى هندريكس لأنها تهتم بأمرها. في حلقة 4 مايو من OVW، حاولت لوفلايس التعبير عن شعورها لهندريكس ولكن انتهى الأمر بهندريكس متفاجئة. في حلقة 31 مايو من OVW، واجهت لوفلايس (بعد أن أخبرتها هندركس أن ترينا تبغض الاثنين) ترينا وتحدتها إلى مباراة للقب المرأة في «ليلة السبت الخاصة»، والتي قبلتها ترينا. في اليوم التالي في «ليلة السبت الخاصة،»، هزمت ترينا لوفلايس للاحتفاظ بلقبها.

## وصلات خارجية
- روبي ريوت على موقع IMDb (الإنجليزية)
- روبي ريوت على موقع دبليو دبليو إي (الإنجليزية)
- روبي ريوت على موقع CageMatch worker (الإنجليزية)
- روبي ريوت على موقع قاعدة بيانات المصارعة على الإنترنت (الإنجليزية)
- روبي ريوت على موقع عالم المصارعة على الإنترنت (الإنجليزية)
- روبي ريوت على موقع عالم المصارعة على الإنترنت (الإنجليزية)